# Leucophenga undulata
Leucophenga undulata är en tvåvingeart som först beskrevs av Friedrich Georg Hendel 1913.  Leucophenga undulata ingår i släktet Leucophenga och familjen daggflugor. Inga underarter finns listade i Catalogue of Life.